# Děti Nagana
Děti Nagana je sportovní, komediálně laděný snímek režiséra Dana Pánka, určený pro celou rodinu. Novinářům jej tvůrci představili 16. února 2023 a jeho kinopremiéra se odehrála 22. února téhož roku.

## Děj
Jedenáctiletý školák Dominik se rozhodne hrát hokej poté, co v euforii sledoval vítězství národní reprezentace na turnaji století v japonském Naganu. Opatří si hokejku a dává dohromady klukovskou partu; společně trénují na betonovém prostranství za domem, a vůbec nevadí, že místo touše hrají s tenisovým míčkem. Plánují vyzvat na zápas starší chlapce ze sousední vsi; krom toho Dominik usiluje o přízeň spolužačky Katky.

## Obsazení
| Tomáš Richard Brenton | Dominik Málek              |
| Klára Issová          | Eva, jeho matka            |
| Pavel Batěk           | Milan, jeho nevlastní otec |
| Hynek Čermák          | Karel Dvořák               |
| Johana Racková        | Katka                      |
| Otakar Brousek        | děda Josef Málek           |
| Taťjana Medvecká      | babička Natálie Málková    |
| Simona Babčáková      | učitelka Hrabáková         |
| Dominik Hašek         | cameo - sám sebe           |